# 聚居地 (墨西哥)
聚居地（西班牙語：Localidad）是墨西哥的第三级行政区划，位于市镇之下，是墨西哥国家地理与统计研究所（INEGI）认可的三层行政区划中最低一级。
根据墨西哥每个州的习惯或法律，可以有城市（Ciudad）、城镇（Villa）、村庄（Pueblo）、农场（Ranchería）、会众（Congregación）或甚至集体土地（Ejido）等头衔；它的人口和政治或经济状况可能变化很大，甚至可能完全无人居住。
在墨西哥所有城市都是聚居地。城市或其它聚居地形式不应与市镇混淆，城市通常位于市镇管辖之内。

## 聚居地代码
每个聚居地都有一个聚居地代码，由四个数字组成。这四位数字依次与其相应的州和市镇的代码组合在一起，形成“INEGI代码”，如下所示：
| 州地理代码       | 市镇地理代码       | 聚居地代码     |
| ---------------- | ------------------ | -------------- |
| 01               | 001                | 0001           |
| 州               | 市镇               | 聚居地         |
| 阿瓜斯卡连特斯州 | 阿瓜斯卡连特斯市镇 | 阿瓜斯卡连特斯 |